# 沃爾瑟姆森林區
沃爾瑟姆森林區（英語：London Borough of Waltham Forest）是英國英格蘭大倫敦外倫敦的自治市，人口221,700，面積38.82平方公里。

## 外部連結
- （英文）沃爾瑟姆森林區政府網

51°34′N 0°02′W / 51.567°N 0.033°W